# Gesundheitsdidaktik
Die Gesundheitsdidaktik (englisch: health didactics) „ist eine Teildisziplin, die sich auf Grundlage von allgemein- und bereichsdidaktischen sowie gesundheitspädagogischen Gegenstandsbereichen mit der Theorie und der Praxis des Gesundheitsunterrichts und den daraus resultierenden Besonderheiten des Lehrens und Lernens auseinandersetzt“.

## Etymologie
Das Wort Gesundheitsdidaktik ist ein Kompositum, bestehend aus den Wortstämmen Gesundheit (leitet sich von althochdeutsch gisunt, wohlbehalten, lebendig, heil her) und Didaktik (von altgriechisch διδάσκειν didáskein, deutsch ‚lehren‘).    

## Verortung
Die Gesundheitsdidaktik beschäftigt sich aus erziehungs- und gesundheitswissenschaftlicher Perspektive mit der Frage nach einer angemessenen Didaktik zur Vermittlung von Gesundheitskompetenz (health literatcy).
Damit entfernt sie sich insofern von ihren verwandten Teildisziplinen, wie z. B. der Pflege- oder der Sportdidaktik, indem sie sich institutionenübergreifend mit der Zielgruppe, den Inhalten, den Lehrpersonen, den entwicklungspsychologischen und -physiologischen Voraussetzungen, den Sozialformen, den Räumen, den Methoden, den Materialien und den Zielen eines Gesundheitsunterrichts auseinandersetzt. Dem vorausgehend wurden sechs Kernwerte auf vier Ebenen entwickelt:
1. Gesellschaftliche Ebene
Erwerb von Befähigungen, sich nachhaltig in der Welt zu bewegen, um somit gesunde Lebensbedingungen für sich und andere zuschaffen
Erwerb von Befähigungen, die die Gesundheit betreffenden Ungleichheiten zu erkennen und eine Chancengleichheit bei den Betreffenden herzustellen
2. Institutionelle Ebene
Erwerb von Befähigungen, sich in einem gesundheitsfördernden Lebens- und Sozialraum bewegen zu können und die bestehenden Ressourcen und Institutionen zur Gesundheitsförderung zu nutzen  
3. Beziehungsebene
Erwerb von Befähigungen, Beziehungen mit anderen aufzubauen und zu pflegen, die das allgemeine Wohlbefinden fördern
4. Individualebene
Erwerb von Befähigungen, ein körperliches, geistiges und soziales Wohlbefinden zu behalten oder zu erlangen
Erwerb von Befähigungen, relevante Informationen für ein gesundes Leben zu finden, zu verstehen, kritisch zu beurteilen und diese auf die eigene Lebenssituation zu beziehen

## Voraussetzungen
Für die Gesundheitsdidaktik wird ein Verständnis von Gesundheit vorausgesetzt, welches sich an sozialisationstheoretischen und mehrdimensionalen Ansätzen orientiert. Gesundheit ist nach der Definition von Martin Goldfriedrich „ein individueller Raum, der eine Vielzahl von möglichen Zuständen des Wohlbefindens, beeinflusst durch die drei Dimensionen körperliches Befinden, geistiges Befinden und soziales Befinden, innerhalb der realiter gegebenen Möglichkeiten bereit hält“.
Ein Forschungsverbund befasst sich interdisziplinär und professionsübergreifend mit der Etablierung dieser Teildisziplin. Man hat sich dort darauf geeinigt, die einschlägigen Themen der Erziehungs- und der Gesundheitswissenschaften zu bündeln und die Allgemeine Didaktik und die Gesundheitspädagogik als direkte Bezugsdisziplinen zu berücksichtigen. Das Ziel des Verbunds ist es, eine Diskussion über die Frage anzustoßen, wie Bildungsinstitutionen sich zukünftig mit einer regelmäßigen, effizienten Gesundheitsförderung befassen können.